# Pirate Gold

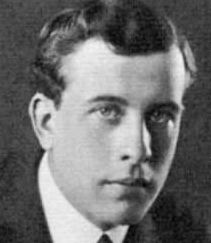
George B. Seitz, ator, diretor e produtor do seriado.

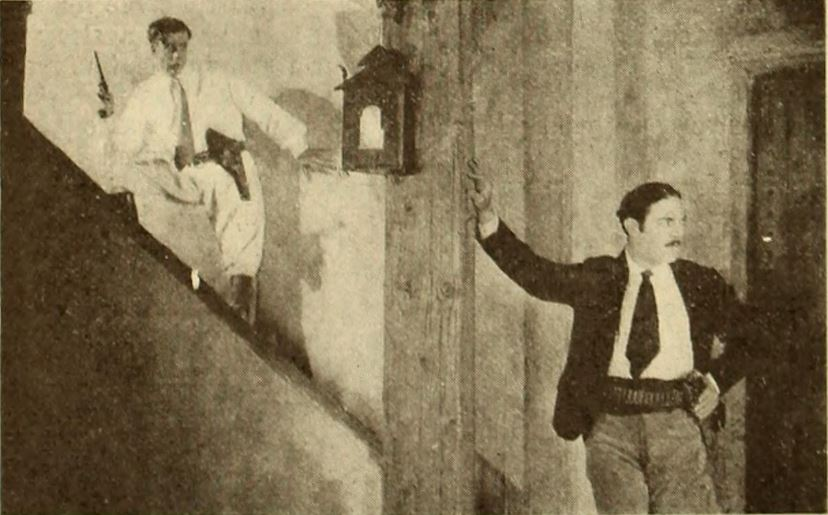
Rogues and Romance (1920), o formato em longa metragem reeditado do seriado Pirate Gold

Pirate Gold é um seriado estadunidense de 1920, gênero aventura, dirigido por George B. Seitz, em 10 capítulos, estrelado por Marguerite Courtot e George B. Seitz. Produzido pela George B. Seitz Productions e distribuído pela Pathé Exchange & Astra Films, veiculou nos cinemas estadunidenses a partir de 15 de agosto de 1920. Pirate Gold foi reeditado e lançado em formato de filme de longa-metragem em 26 de dezembro de 1920, sob o título Rogues and Romance.
Este seriado é considerado perdido.

## Elenco
- Marguerite Courtot - Gabrielle Hall
- George B. Seitz - Ivanhoe 'Hoey' Tuttle
- Frank Redman - Austin Tuttle
- William P. Burt - Tanner
- Joe Cuny - Kaidy
- Harry Stone - Constable Peabody
- Harry Semels - Siebert
- Matthew Betz - Harmon

## Capítulos
1. In Which Hoey Buys a Map
2. Dynamite
3. The Dead Man's Story
4. Treasure at Last
5. Drugged
6. Kidnapped
7. Under Suspicion
8. Knifed
9. The Double Cross
10. Defeat and Victory

Fonte: 

## Rogues and Romance
Pirate Gold foi reeditado e lançado em formato de filme de longa-metragem em 26 de dezembro de 1920, sob o título Rogues and Romance. Nesse fomato, foi lançado em Portugal em 15 de fevereiro de 1921, e no Canadá em 3 de junho de 1922. O título em Portugal foi O Rei da Audácia (título alternativo: O Globetrotter por Amor).